# Ameerega trivittata
Ameerega trivittata är en groddjursart som först beskrevs av Johann Baptist von Spix 1824.  Ameerega trivittata ingår i släktet Ameerega och familjen pilgiftsgrodor. IUCN kategoriserar arten globalt som livskraftig. Inga underarter finns listade i Catalogue of Life.

## Bildgalleri

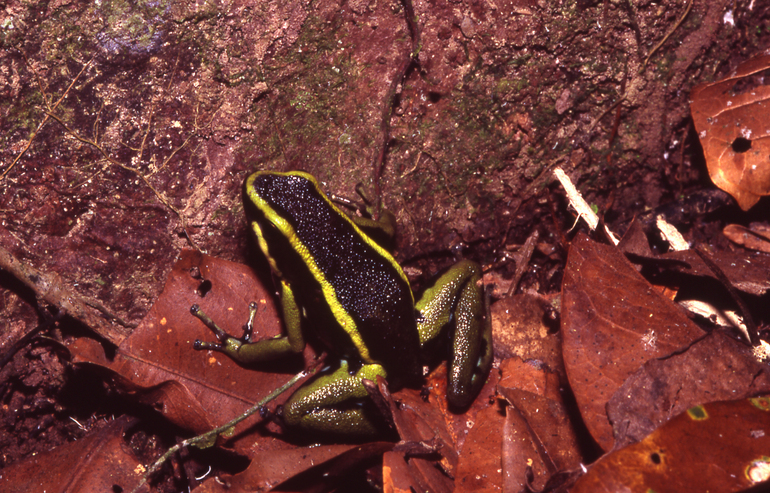
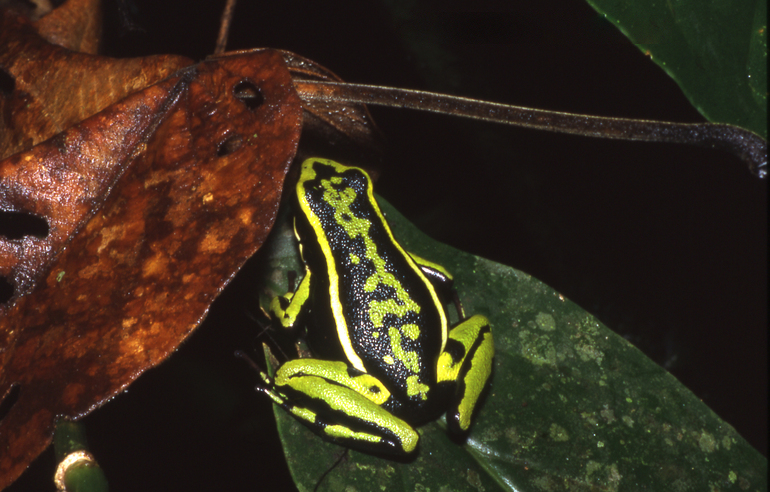
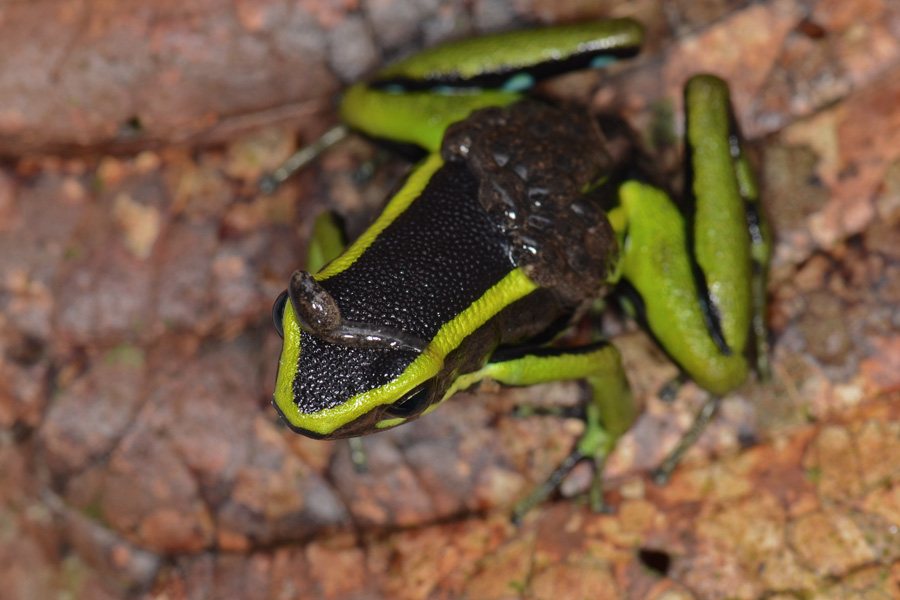
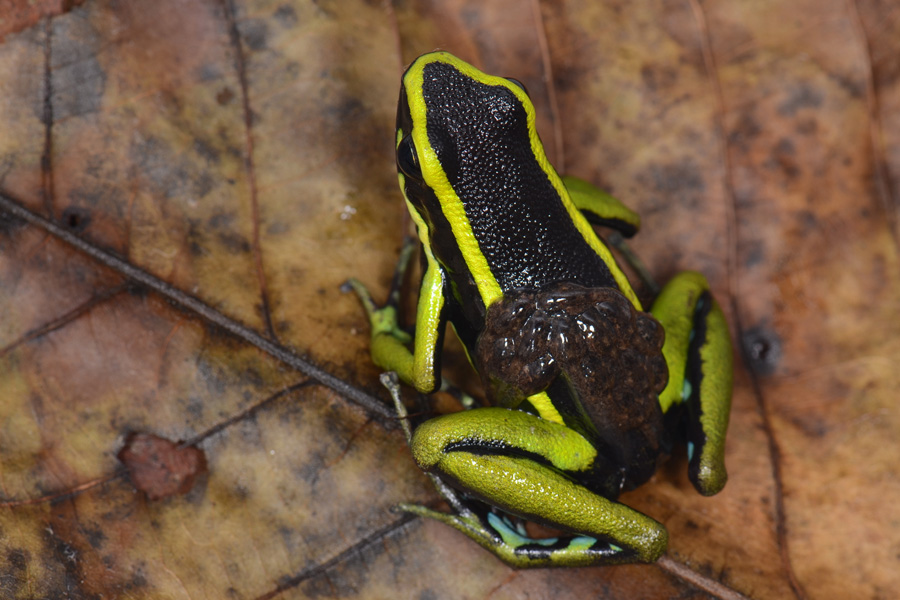